# Kore Kaite Shine
Kore Kaite Shine (яп. これ描いて死ね корэ кайтэ синэ, «Нарисуй это и умри») — японская манга, написанная и проиллюстрированная Минору Тоёдой. С ноября 2021 года она публикуется в ежемесячном журнале Monthly Shōnen Sunday, а по состоянию на август 2024 года её главы собраны в шесть танкобонов.
В 2023 году Kore Kaite Shine была удостоена 16-й премии «Манга тайсё».

## Синопсис
Ай Ясуми — старшеклассница, живущая на острове Идзуосима, который является частью префектуры Токио. Она любит читать мангу, но одно событие заставило её задуматься о написании своей собственной.

### Публикация
12 ноября 2021 года манга Kore Kaite Shine, написанная и проиллюстрированная Минору Тоёдой, начала публиковаться в ежемесячном журнале Monthly Shōnen Sunday. Первый танкобон был выпущен 12 мая 2022 года. По состоянию на август 2024 года было выпущено шесть томов.

### Список томов
| № | Дата выпуска в Японии | Японский ISBN     |
| - | --------------------- | ----------------- |
| 1 | 12 мая 2022 года      | 978-4-09-851143-3 |
| 2 | 12 октября 2022 года  | 978-4-09-851326-0 |
| 3 | 12 апреля 2023 года   | 978-4-09-852021-3 |
| 4 | 12 сентября 2023 года | 978-4-09-852816-5 |
| 5 | 9 февраля 2024 года   | 978-4-09-852816-5 |
| 6 | 8 августа 2024 года   | 978-4-09-853538-5 |

## Аниме
Адаптация в виде аниме-телесериала была анонсирована 21 марта 2025 года. Трансляция запланирована на канале Nippon TV.

## Награды
В 2022 году манга Kore Kaite Shine была номинирована на восьмую премию Next Manga Awards в категории «Печатная манга», заняв шестнадцатое место из 50 номинантов. В 2023 году она заняла шестое место в издании Kono Manga ga Sugoi! в номинации «Лучшая манга для мужской аудитории». В 2023 году манга получила 16-ю премию «Манга тайсё».